# Melvin Krol
Melvin Krol (* 8. Januar 1998 in Hamburg) ist ein deutscher Fußballspieler.

## Werdegang
Krol begann in der Jugend von Einigkeit Wilhelmsburg, wo er bis 2008 spielte. Im Sommer 2008 wechselte er in das Nachwuchsleistungszentrum des Hamburger SV. 2015 wechselte er aus der Hamburger U19 in die U19 von Werder Bremen. Im Juli 2017 erhielt er dort seinen ersten Profivertrag für die zweite Mannschaft in der 3. Liga. Sein Profidebüt gab er am siebenten Spieltag der Saison 2017/18 bei der 1:2-Niederlage gegen den SC Fortuna Köln.